# Fourmagnac
Fourmagnac är en kommun i departementet Lot i regionen Occitanien i södra Frankrike. Kommunen ligger i kantonen Figeac-Ouest som tillhör arrondissementet Figeac. År 2022 hade Fourmagnac 176 invånare.

## Befolkningsutveckling
Antalet invånare i kommunen Fourmagnac
| Referens: INSEE |